# Mark King (muzikant)

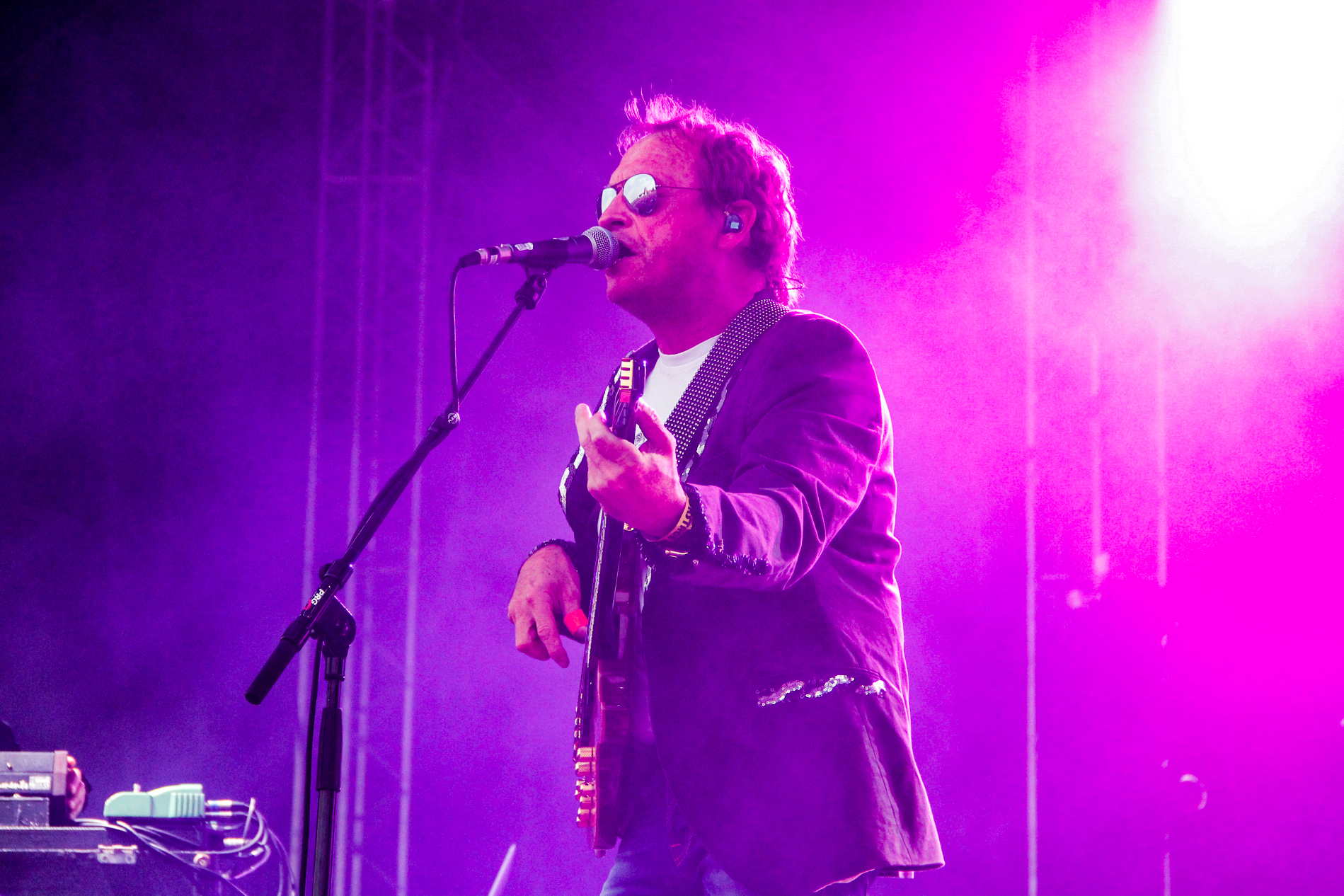
King tijdens Retropop (2014)

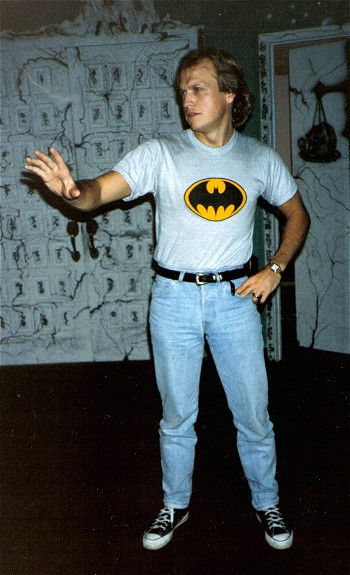
Mark King

Mark King (Cowes, Wight, 20 oktober 1958) is de bassist en zanger van de Britse jazz-funkband Level 42.

## Biografie

### 1958-1979
Mark King groeide op in een beschermde omgeving als zoon van een melkboer. Op zijn zeventiende ging hij van school om in een fabriek te werken.
King begon als drummer maar moest tijdens een bezoek aan het vasteland van Europa noodgedwongen zijn drumstel verkopen om de terugreis naar Engeland te kunnen betalen. Thuisgekomen ging hij in een muziekwinkel in Londen werken, maar omdat ze daar geen drumstellen verkochten schakelde hij over op de basgitaar. In 1979 richtte hij Level 42 op, samen met Mike Lindup (keyboards en backing vocals) en de broers Phil en Boon Gould. Mede dankzij zijn speciale slap-techniek (door aan de  snaren te trekken en er met de duim op te slaan) maakte hij de basgitaar tot het belangrijkste instrument van de band.

### 1980-1994
In 1981 scoorde Level 42 een eerste hit met Love Games, maar het grote succes in de Benelux kwam pas vanaf 1985 met de hit Something about you, toen hij tevens een eerste solo-lp uitbracht; Influences bevatte gastbijdragen van Mike Lindup en Drummie Zeb (Aswad). Ook speelde King op platen van Nik Kershaw en Midge Ure met wie hij deelnam aan de Prince's Trust-concerten. In de jaren 90 liep het succes terug; Level 42 werd ingehaald door stijlgenoten als Jamiroquai enerzijds en de Britpopexplosie anderzijds. In 1994 viel de groep uiteen.

### 1998-2010
Daarna begon King een solocarrière; in 1998 bracht hij de cd One man uit. Aanvankelijk vormden deze nummers de hoofdmoot van zijn solo-optredens maar omdat hij op verzoek steeds meer Level 42-hits ging spelen nam hij de rechten op de groepsnaam over van Lindup om vanaf 2002 weer als Level 42 te toeren met o.a. zijn jongere broer Nathan in de gelederen. In 2006 keerde Lindup terug en bracht Level 42 via internet het album Retroglide uit (feitelijk een solo-cd van King met slechts een nummer van de originele Level 42-leden). Het tijdperk van de hits was voorbij, maar de concerten bleven wel een succes. In 2009 werd in Nederland een live-dvd opgenomen en in 2010 vierde de band het dertigjarig jubileum met een cd-box en een uitgebreide tournee.

### 2012-nu
In juni 2012 verscheen een cd-registratie van de Mark King & Friends-concerten die eerder dat jaar plaatsvonden in de jazzclub van Ronnie Scott; de setlijst bestond voornamelijk uit solomateriaal en covers.
In 2013 verzorgde King een gastoptreden bij Larry Graham op het North Sea Jazz Festival. Drie jaar later gaf hij er een eigen concert met Level 42.
Op 21 november 2015 sloot King samen met Level 42-bandlid Pete Ray Biggin (35) de London Drum Show af.
In 2017 kreeg King een speciale onderscheiding tijdens de Progressive Music Awards en bracht hij een album uit als Gizmodrome, een Brits-Amerikaanse supergroep met onder meer drummer Stewart Copeland en gitarist Adrian Belew.
In 2019 was King te horen op het nummer Queen of the Clowns van Taylor Hawkins & the Coattail Riders.

## Kingbass
King speelt onder andere op de zogenaamde "kingbass (parametrix)" van gitaarbouwer Status. Een typerend detail in deze gitaren zijn de in de hals ingebouwde LED's. Ook hebben de meeste geen stemkop aan het uiteinde van de hals. King heeft echter een collectie van tientallen basgitaren, waaronder bassen van de merken Alembic en GB.

## Speelstijl

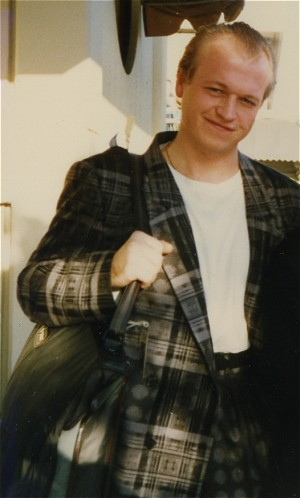
Mark King in 1986

De slap-stijl van basgitaar bespelen werd in de jaren zeventig ontdekt door soul en gospelartiest Larry Graham die later Graham Central Station oprichtte. Larry Graham speelde vaak alleen met zijn moeder in een café en kwam op het idee om de snaren te slappen en plukken zoals dat ook wel heet. Hiermee werd het gemis van een drummer gecompenseerd. Stanley Clarke en andere funk- en jazzmusici zoals Marcus Miller, Victor Wooten ontwikkelden de stijl verder. Mark King wordt vaak beschuldigd van het kopiëren van Stanley Clarkes style, maar niemand haalde de snelheid en virtuositeit van King. Hij verhoogde de snelheid tot een eerder niet voor mogelijk gehouden snelheid, door te spelen in zestiende noten in een staccato-ritme, door ook met zijn linkerhand te slappen. Daarbij zijn de hammer-ons en pull-offs ook een heel herkenbare sound geworden. Het gebruik van het slappen en trekken aan de snaren wordt ook wel popping and slapping genoemd.

## Privéleven
In 1982 trouwde King met een Nederlandse vrouw en kreeg met haar drie kinderen. Vervolgens trouwde hij met zijn tweede, ook Nederlandse, vrouw en kreeg met haar één kind.
In 1988 verhuisde King terug naar Alverstone Garden Village op het eiland Wight. In de jaren negentig beheerde hij een pub met de naam Joe Daflo's, die hij in 2000 verkocht. De naam leeft voort: een keten van pubs aan de Britse zuidkust draagt de naam.

## Discografie
Voor Level 42-muziekwerken, zie Level 42.

### Albums
- Influences (1984)
- One Man (1998)
- Trash (1999)
- Mark King - Ohne Filter (1999) (live-dvd)
- Mark King Group - Live at the Jazz Cafe (1999) (live; ook op dvd)
- Grupo Mark King - Live on the Isle of Wight (2000) (live; ook op dvd)

### Singles
- I Feel Free (1984)
- Bitter Moon (1998)